# Inga Lindström: Vier Frauen und die Liebe
Vier Frauen und die Liebe ist ein deutscher Fernsehfilm von Martin Gies aus dem Jahr 2012. Er ist Bestandteil des ZDF-Herzkino-Sonntagsfilms und der 44. Film der Inga-Lindström-Reihe nach der gleichnamigen Erzählung von Christiane Sadlo. Die Hauptrollen sind mit Sophie Schütt, Hardy Krüger jr., Krista Posch, Miranda Leonhardt und Claudelle Deckert besetzt.

## Handlung
Erik Vanning kommt gerade mit seinen Gästen von einem Segeltörn zurück, als er am Ufer mit der Architektin Tuva Lundin in einen Zwischenfall verwickelt wird. Sie hat eine Präsentation bei ihrem Chef Johann Sondermann, dem ihr Entwurf für die Schule gar nicht gefällt. Als sie danach wieder geht, ist Erik immer noch draußen, sie wechseln ein paar Worte miteinander. Sie überlässt ihm das Modell, da sie es nicht mehr braucht. Zu Hause angekommen, wird sie von ihrer Schwester Sofia überrascht, die ein paar Tage Ferien bei ihr machen möchte. Kurz danach taucht auch noch ihre beste Freundin Malin auf. Sofia schlägt vor, dass sie alle gemeinsam zu Ingeborg nach Svaneholm fahren und ein paar Tage Urlaub machen. Auf dem Weg erzählt Malin, dass sie sich unsterblich verliebt hat und bald heiraten wird. Der Auserwählte ist ganz zufällig Tuvas Ex-Freund Tomas Fransson. Danach begegnen sie wieder Erik, der eine Autopanne hat. Sie schleppen ihn bis nach Svaneholm ab, damit sein Wagen repariert werden kann. Er ist eigentlich nach Luleå unterwegs. Als sie bei ihrer Tante Ingeborg ankommen, steckt diese gerade in den Vorbereitungen für das Kirchenfest, auch der neue Pfarrer Henning Nilsson ist da. Die drei Frauen helfen spontan am Fest mit und verkaufen Kuchen.
Beim Tanz flirtet Malin unverhohlen mit dem Wurstverkäufer Torben, Tuva und Sofia finden, sie habe sich überhaupt nicht verändert. Auch Erik bittet Tuva auf einen letzten Tanz, bevor er weiterreist. Kurze Zeit später taucht er plötzlich im Zimmer von Tuva auf, weil die Reparatur doch noch länger dauert und Ingeborg ihm angeboten hat, bei ihr im Haus zu übernachten. Tuva wird deshalb mit ihrer Schwester in ihrem Zimmer schlafen. Zuvor verkündet Sofia noch, dass sie im dritten Monat schwanger ist. Draußen trifft sich Ingeborg mit Henning, der ihr einen Heiratsantrag macht, den sie annimmt. Sofia weint im Bett, sie beichtet Tuva, dass sie sich von ihrem Freund Alex getrennt hat, weil er sie mit ihrer besten Freundin betrogen hat.
Tuva hat Frühstück für alle gemacht, Malin hat aber keine Zeit, weil sie sich mit Torben verabredet hat. Ingeborg kommt dazu, Tuva findet es komisch, dass sie immer noch das gleiche Kleid trägt wie gestern Abend. Henning kommt vorbei um Ingeborg mitzuteilen, dass er im Herbst nach Visby versetzt wird und möchte, dass sie ihn begleitet. Da platzt Tuva herein und erfährt von der Beziehung ihrer Tante. Auch Sofia kommt dazu, beide Schwestern wollen nicht, dass sie weggeht, weil dann niemand mehr auf ihr Elternhaus schaut. Erik repariert währenddessen das kaputte Treppengeländer, was Tuva extrem stört. Da Erik aber nichts dafür kann, lenkt sie ein. Weil er noch Farbe dafür braucht, begleitet ihn Tuva. Unterwegs erzählt sie ihm, was passiert ist, als ihre Eltern bei einem Autounfall tödlich verunglückten und dass Ingeborg nachher für sie und Sofia gesorgt hat. Erik erzählt ihr, dass er früher Boote gebaut hat, bevor er zur See gefahren ist. Als sie wieder zurück sind, kommen sie sich endlich näher und verbringen die Nacht zusammen.
Am nächsten Morgen taucht plötzlich Lilli – Eriks Tochter – vor dem Haus auf. Er stellt sie Malin und Sofia vor, Tuva ist verwirrt, weil Erik ihr nichts gesagt hat. Ingeborg zweifelt daran, ob sie mit Henning nach Visby gehen soll, weil sie Tuva und Sofia nicht im Stich lassen will. Erik möchte mit Lilli abreisen, sie will aber noch bleiben. Sofia lädt sie ein, in ihrem Zimmer zu schlafen. Sie spricht mit Tuva und findet heraus, dass sie mit Erik geschlafen hat. Tuva spricht sich mit Ingeborg aus, sie stellen fest, dass sie beide bisher vor Beziehungen davongelaufen sind. Erik erfährt von seiner Ex-Frau Astrid, dass Lilli von zu Hause abgehauen ist um ihren Vater zu sehen. Sie hat es getan, weil sie nicht mit ihr, ihrem neuen Mann und ihren Halbgeschwistern ins Sommerhaus in die Ferien will. Tuva ist verwirrt, weil Malin ständig mit Torben unterwegs ist. Malin rückt ihr den Kopf zurecht, weil es sie nichts angeht und sie sich um ihr eigenes Liebesleben kümmern soll, statt anderen gute Ratschläge zu geben. Erik spricht sich mit Lilli aus, er hat Angst, dass sie sich nicht mehr sehen dürfen, weil ihre Mutter das Sorgerecht für sie hat. Am Abend kommt Malin zu Tuva und Sofia ins Zimmer und entschuldigt sich. Sie gesteht, dass sie mit Torben nichts hat.
Erik versucht am nächsten Morgen Tuva zu erklären, weshalb er ihr nichts von Lilli erzählt hat. Sie macht ihm Vorwürfe, weil sie das Vertrauen in ihn verloren hat. Als sie danach einen Spaziergang macht, begegnet ihr ihr Ex-Freund Tomas, der Malin besuchen will. Tuva versucht ihn abzulenken, weil Malin wieder mit Torben unterwegs ist. Als Malin zurück ist, erfährt Tomas ungeschickterweise von Ingeborg, dass sie sich mit Torben trifft, was zu einem ausgewachsenen Streit ausartet. Sofia hat sich entschieden, mit ihrem Baby ins Haus zu ziehen. Malin verlangt von Tomas, dass er ihr vertraut und ihr glaubt, dass mit Torben nichts ist. Astrid taucht in Svaneholm auf und trifft im Ort auf Erik und Tuva. Sie will Lilli abholen. Erik macht ihr klar, dass sie es Lilli überlassen müssen, wo sie den Sommer verbringen will. Ingeborg hat für Sofia ein Flugticket besorgt, damit sie sich mit Alex ausspricht.
Tuva macht mit Sofia einen Ausflug mit dem Fahrrad, dabei kommen sie am Pfarrhaus vorbei. Henning will mit ihnen über Ingeborg sprechen, sie versichern ihm, dass sie ihr keine Steine in den Weg legen und ihre Probleme selbst lösen. Lilli schüttet Tuva ihr Herz aus, wie sehr sie der Streit ihrer Eltern belastet. Tomas will davonlaufen, Tuva hindert ihn daran. Auch sie versichert ihm, dass sie nicht glaubt, dass Malin etwas mit Torben hat. Lilli ist wieder abgehauen, Erik und Tuva suchen sie. Tomas stellt Torben zur Rede, seine Antwort gefällt ihm nicht, weshalb sie sich prügeln. Lilli beobachtet die Szene und geht dazwischen. Wieder zu Hause berichtet Tomas Tuva und Erik, dass er Lilli im Ort gesehen hat. Als sie mit seinem Wagen hinfahren wollen, stellt Tuva fest, dass Erik ihr Modell aus Stockholm aufgehoben hat. Malin spricht immer noch in Rätseln darüber, was sie von Torben will, sie versichert Tomas aber, dass sie nur ihn liebt.
Erik und Tuva finden Lilli am Hafen, sie hat einen Mann kennengelernt, der ein Boot besitzt, das Erik gebaut hat. Lilli erzählt, dass sie nicht abgehauen ist, sondern nach einer Lösung gesucht hat. Sie will, dass ihr Vater wieder Boote bauen soll und das Haus von den Schwestern übernimmt. Danach gehen sie zu Astrid und erklären ihr, was sie vorhaben. Nach längerem Hin und Her willigt sie ein. Sofia ist am Packen, als Malin sie ruft, weil sie Besuch hat. Alex ist gekommen, sie sprechen sich aus, Sofia gesteht ihm, dass sie schwanger ist. Tuva geht zu Henning und entschuldigt sich für ihr kindisches Verhalten. Danach geht sie zu Johann nach Stockholm und präsentiert ihm das gleiche Modell. Da er nicht mitmacht, wird sie das Modell unter ihrem Namen einreichen. Malin gesteht endlich, was sie mit Torben hatte: er hat ihr beigebracht wie man Walzer tanzt. Tuva bittet Erik mit Lilli und ihr ins Hus einzuziehen.

## Hintergrund
Vier Frauen und die Liebe wurde vom 14. Mai bis zum 8. Juni 2012 an Schauplätzen in Stockholm, Nyköping und Umgebung gedreht. Produziert wurde der Film von der Bavaria Fiction GmbH.

## Rezeption

### Einschaltquote
Die Erstausstrahlung am 16. September 2012 im ZDF wurde von 5,42 Millionen Zuschauern gesehen, was einem Marktanteil von 15,7 % entspricht.

### Kritiken
Die Kritiker der Fernsehzeitschrift TV Spielfilm zeigten mit dem Daumen geradeaus und fassten den Film mit den Worten „Wohlfühlschmonzes, locker dahergespielt“ kurz zusammen.
Rainer Tittelbach von Tittelbach.tv meinte dazu „Da wollten die vier „Inga-Lindström“-Frauen ein paar ruhige Tage miteinander verbringen – und dann nichts als Probleme! „Vier Frauen und die Liebe“ ist eine schwächere Romanze der sommerlichen ZDF-Reihe aus dem Sehnsuchtsland Schweden.“ und „Keine der vielen Geschichten wird konzentriert erzählt, kein Thema tiefer durchdrungen, keines der zahlreichen Probleme auch nur einigermaßen „ernst“ genommen.“